# Hard Rock Hallelujah
Hard Rock Hallelujah is een heavy metal- / hard rocknummer, geschreven en gecomponeerd door Tomi Putaansuu, beter bekend als Mr. Lordi, de zanger van Lordi. Met dit nummer won de Finse metalband het Eurovisiesongfestival 2006.

## Inhoud
Het nummer is qua stijl zeer afwijkend van andere songfestivalnummers. De groep behaalde op het songfestival met dit nummer een record van 292 punten. Hard Rock Hallelujah is zonder twijfel Lordi's bekendste lied. Op de single duurt het lied iets langer dan de versie die Lordi bracht in Athene (nummers voor het songfestival mogen slechts 3 minuten duren); de singleversie heeft namelijk nog een gitaarsolo. De bandleden die meespelen in het nummer zijn: Mr. Lordi, Amen, Kita, Ox en Awa. Op de single van Hard Rock Hallelujah staat zowel de albumversie als de Songfestivalversie (de zogenaamde Eurovicious Mix).

## Hitverloop

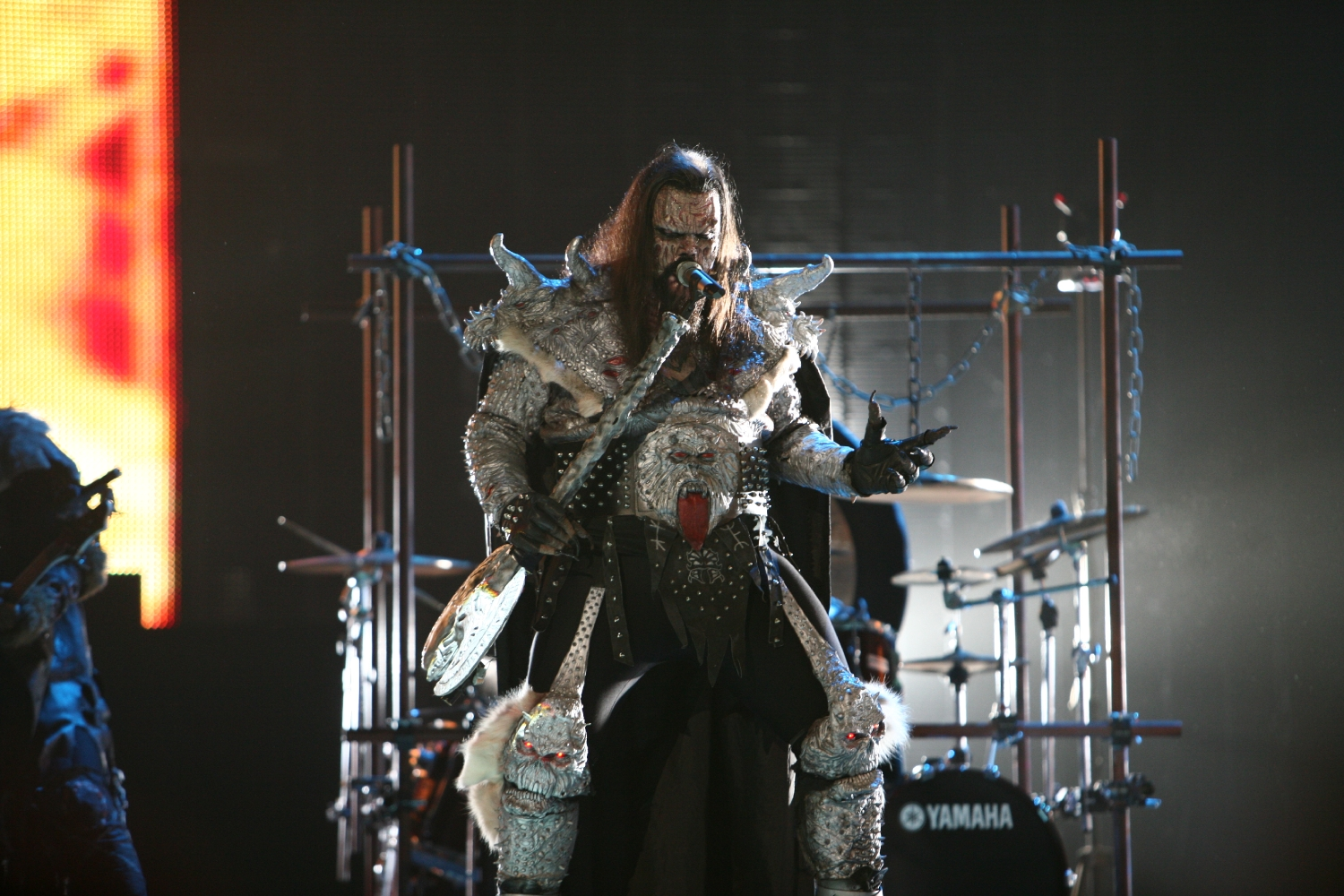
Optreden tijdens Eurovisiesongfestival 2006

Hard Rock Hallelujah behaalde in de Vlaamse Ultratop 50 de tweede plaats. Ook in veel andere landen behaalde het de top 10 van de charts. Alleen in Finland zelf werd de nummer 1-positie behaald. Hoewel Nederland op het festival 7 punten aan het lied toebedeelde, kwam het toch niet verder dan de tipparade. Dit kan met de matige status van songfestivalmuziek aldaar te maken hebben, dan wel een boycot door radio/tv-stations vanwege deze status. Ook winnaars van vorige jaren, hoewel succesvol elders, bereikten de Top 40 niet. Sertab Erener, winnares van 2003, was de laatste die de Top 40 haalde.
1956: Refrain · 
1957: Net als toen · 
1958: Dors, mon amour · 
1959: 'n Beetje · 
1960: Tom Pillibi · 
1961: Nous les amoureux · 
1962: Un premier amour · 
1963: Dansevise · 
1964: Non ho l'età · 
1965: Poupée de cire, poupée de son · 
1966: Merci, chérie · 
1967: Puppet on a string · 
1968: La la la · 
1969: Un jour, un enfant, De troubadour, Vivo cantando, Boom bang-a-bang · 
1970: All kinds of everything · 
1971: Un banc, un arbre, une rue · 
1972: Après toi · 
1973: Tu te reconnaîtras · 
1974: Waterloo · 
1975: Ding-a-dong · 
1976: Save your kisses for me · 
1977: L'oiseau et l'enfant · 
1978: A-ba-ni-bi · 
1979: Hallelujah · 
1980: What's another year · 
1981: Making your mind up · 
1982: Ein bißchen Frieden · 
1983: Si la vie est cadeau · 
1984: Diggi-loo diggi-ley · 
1985: La det swinge · 
1986: J'aime la vie · 
1987: Hold me now · 
1988: Ne partez pas sans moi · 
1989: Rock me · 
1990: Insieme: 1992 · 
1991: Fångad av en stormvind · 
1992: Why me? · 
1993: In your eyes · 
1994: Rock 'n' roll kids · 
1995: Nocturne · 
1996: The voice · 
1997: Love shine a light · 
1998: Diva · 
1999: Take me to your heaven · 
2000: Fly on the wings of love · 
2001: Everybody · 
2002: I wanna · 
2003: Everyway that I can · 
2004: Wild dances · 
2005: My number one · 
2006: Hard rock hallelujah · 
2007: Molitva · 
2008: Believe · 
2009: Fairytale · 
2010: Satellite · 
2011: Running scared · 
2012: Euphoria · 
2013: Only teardrops · 
2014: Rise like a phoenix · 
2015: Heroes · 
2016: 1944 · 
2017: Amar pelos dois · 
2018: Toy · 
2019: Arcade · 
2021: Zitti e buoni · 
2022: Stefania · 
2023: Tattoo · 
2024: The code